# Canal de Santa Cruz
Canal de Santa Cruz é um canal natural de água salgada com formato de "U", localizado no Nordeste do Brasil adjacente ao Oceano Atlântico, que separa a ilha de Itamaracá do continente Sul Americano. Ele está localizado 50 km a norte da cidade de Recife, no estado de Pernambuco, Brasil.

## Geografia
A área aproximada do canal é de 36,2 km², com largura máxima de1 quilômetro e meio e profundidade variável de 4 a 5 metros.

### Clima
O clima na região é o tropical típico, do tipo As' (tropical úmido) na classificação climática de Köppen-Geiger.As temperaturas estão sempre acima dos 18 °C e máxima que ultrapassa os 34 °C e apresenta uma estação seca de verão.

### Fauna
A fauna do canal é rica e oferece fartas opções de pescado, destacando-se a pesca da sardinha bandeira, sendo possível também encontrar condondo (Dormitator maculatus)  e  o  baiacu (Colomesus psittacus), tibiro (Oligopeites palometa) e o carapeba (Eugerres brasilianus).
Entre as espécies de pássaros encontradas no local, destacam-se socós (Butorides striatus) e garças (Ardea alba) e (Egretta thula).

### Flora
A flora da região apresenta vestígios de Mata Atlântica, bem como campos de plantação e, principalmente, manguezais.

### Hidrografia
Seis  pequenos  rios  desaguam na região do canal e contribuem para sua formação: Catuama, Carrapicho, Arataca, Botafogo, Congo e Igarassu. Além deles, a água do mar entra por dois braços no canal, pelo sul, próximo à Ilhota de Coroa do Avião e ao norte, próximo à Ilha de Itapessoca.